# Сюаньэнь
Сюаньэ́нь (кит. упр. 宣恩, пиньинь Xuān'ēn, буквально: «распространять благодать») — уезд Эньши-Туцзя-Мяоского автономного округа провинции Хубэй (КНР).

## История
Долгое время на этих землях не было китайских административных структур, они управлялись местными вождями (тусы). Лишь во времена империи Цин был взят курс на интеграцию племён в общеимперскую структуру, и в 1736 году был создан уезд Сюаньэнь.
После образования КНР в 1949 году был образован Специальный район Эньши (恩施专区), и уезд вошёл в его состав. В 1970 году Специальный район Эньши был переименован в Округ Эньши (恩施地区).
Постановлением Госсовета КНР от 19 августа 1983 года был ликвидирован округ Эньши, а вместо него был создан Эси-Туцзя-Мяоский автономный округ (鄂西土家族苗族自治州).
В 1993 году Эси-Туцзя-Мяоский автономный округ был переименован в Эньши-Туцзя-Мяоский автономный округ.

## Административное деление
Уезд делится на 4 посёлка, 4 волости и 1 национальную волость.